# Liste der russischen Gesandten in Bayern

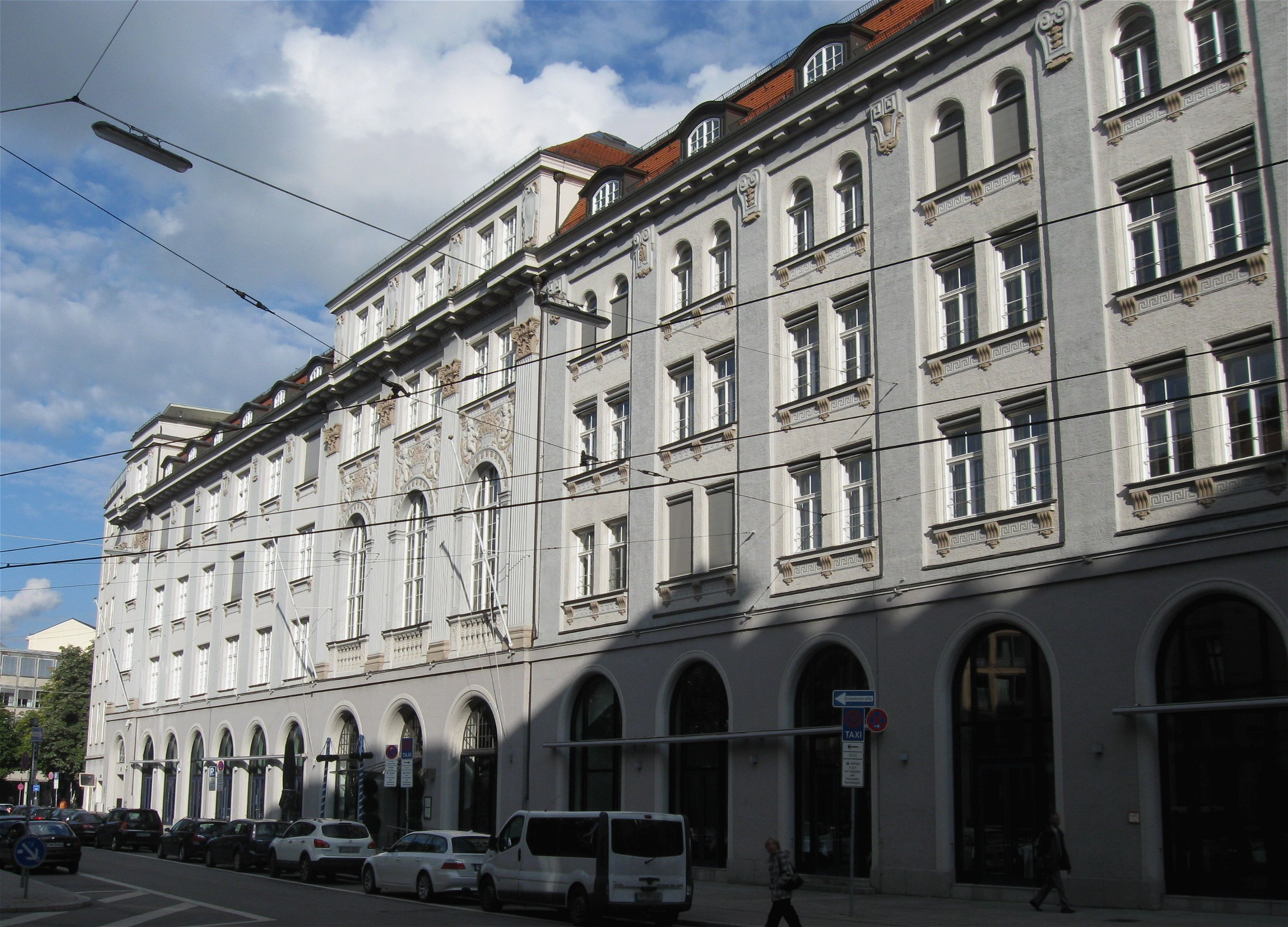
Sitz der ehemaligen Russischen Gesandtschaft in der Münchner Ottostraße (Bildmitte)

Von 1798 bis 1914 existierte das Hotel de Russie in der Münchener Ottostraße 6, Ecke Karlstraße. Der Geschäftsträger Fjodor Iwanowitsch Tjuttschew betreute mit Friedrich Ludwig Lindner die Öffentlichkeitsarbeit im Russisch-Türkischen Krieg von 1828–1829, 1838 stiftete Charlotte von Preußen (1798–1860) einen hohen Betrag für die griechisch-orthodoxe Kirche am Salvatorplatz für die Seelsorge der russischen Gesandtschaft in der Theatiner-/Schwabingerstraße Nro. 11/I. Alexander III. (Russland) zweifelte 1881 am Nutzen einer eigenen Gesandtschaft in Bayern. Entsprechend einem bayrisch-russischen Auslieferungsvertrag konnten bayrische Behörden in Bayern auffällig gewordene Personen russischer Staatsangehörigkeit nach Russland ausliefern. München war um 1900 ein beliebter Studienort für russische Studenten, welche hier von dem eigentlich in Berlin akkreditierten Mitarbeiter der Ochrana Arkadij Michajlovič Harting (russisch Гартинг, Аркадий Михайлович) betreut wurden.

## Gesandte
| Ernannt / Akkreditiert | Name                                      | Bemerkungen | ernannt von    | akkreditiert bei      | Posten verlassen        |
| ---------------------- | ----------------------------------------- | --- | -------------- | --------------------- | ----------------------- |
| 1785                   | Burckhard Alexius Constantin von Krüdener | Alexej Iwanowitsch Kriedener (russisch Алексей Иванович Криденер; * 2. Junijul. / 13. Juni 1746greg.; † 1. Junijul. / 13. Juni 1802greg.) | Katharina II.  | Karl Theodor          | 1786                    |
| 30. Nov. 1787          | Wilhelm Christofor Iwanowitsch Peterson   | Wilhelm Christofor Iwanowitsch Peterson (russisch Христофор Иванович Петерсон; * 1744; † 28. Oktoberjul. / 8. November 1789greg. in München) | Katharina II.  | Karl Theodor          | 8. Nov. 1789            |
| 1789                   | Johann Iwan Iwanowitsch Tunkel            | Geschäftsträger | Paul I.        | Maximilian I. Joseph  | 1795                    |
| 6. Dez. 1789           | Karl Heinrich Jakowlewitsch von Bühler    | Karl Heinrich Jakowlewitsch von Bühler (russisch Карл Яковлевич Бюлер; * 15. Junijul. / 26. Juni 1749greg.in Stuttgart; † 10. Julijul. / 22. Juli 1811greg. ) seit 1774 in russischen Diensten, Diplomat, 1789 ernannt, von 1795 bis 1808 russischer Gesandter in München, dazwischen von 1802 bis 1803 russischer Vertreter beim Reichstag in Regensburg, Stiefvater von Paul Ludwig Schilling von Cannstatt, Sohn des Legationsrats Jacob Albrecht Bühler, Bruder von Albrecht Christoph von Bühler (* 1752 ; † 1808 ), Legationssekretär, wirklicher geheimer Rat und bevollmächtigter Gesandter von Friedrich I. (Württemberg, König) in Wien. vgl. Eberhard Weis: Montgelas: Der Architekt des modernen bayerischen Staates, 1799–1838. S. 74 FN 34 | Katharina II.  | Maximilian I. Joseph  | 26. Jan. 1808           |
| 29. Sep. 1808          | Iwan Iwanowitsch Barjatinski              | Ivan Iwanowitsch Barjatinski (russisch Иван Иванович Барятинский; * 6. Oktoberjul. / 17. Oktober 1772greg.in Stuttgart; † 1. Junijul. / 13. Juni 1825greg. ), Sohn von Generalleutnant Iwan Sergejewitsch Barjatinski, Geheimrat, Kammerherr von Alexander I. (Russland) | Alexander I.   | Maximilian I. Joseph  | 10. Juli 1812 1810–1811 |
| 1810                   | Sergey Sergewitsch Lashkarew              | (russisch Сергей Сергеевич Лашкарев; * 1783; † 1858) Geschäftsträger | Alexander I.   | Maximilian I. Joseph  | 1811                    |
| 27. Apr. 1815          | Friedrich von der Pahlen                  | | Alexander I.   | Maximilian I. Joseph  | 10. Nov. 1822           |
| 10. Nov. 1822          | Iwan Illarionowitsch Woronzow-Daschkow    | | Alexander I.   | Maximilian I. Joseph  | 24. Juli 1827           |
| 25. März 1828          | Ivan Alkkseewitsch Potemkin               | (russisch Иван Алексеевич Потёмкин; * 1780 ; † 14. Oktoberjul. / 26. Oktober 1849greg. ) Diplomat, Geheimrat, Minister in Bayern, den Niederlanden und Rom | Nikolaus I.    | Ludwig I.             | 9. Apr. 1832            |
| 9. Apr. 1832           | Grigorij Iwanowitsch Gagarin              | | Nikolaus I.    | Ludwig I.             | 12. Feb. 1837           |
| 28. Juli 1836          | Fjodor Iwanowitsch Tjuttschew             | Geschäftsträger | Nikolaus I.    | Ludwig I.             | 22. Aug. 1836           |
| 16. März 1837          | Dmitirij Petrowitsch Severin              | (russisch Северин, Дмитрий Петрович; * 1792 ; † 12. Januarjul. / 24. Januar 1865greg.) Der Schüler eines Jesuitenkollegs, war im Gefolge von Alexander I. (Russland) auf dem Troppauer Fürstenkongress sowie dem Laibacher Kongress, unter Karl Robert von Nesselrode, Botschafter in der Schweiz und Bayern. | Nikolaus I.    | Ludwig I.             | 26. Juli 1863           |
| 1. Aug. 1863           | Ivan Petrowitsch Ozuerov                  | (russisch Иван Петрович Озеров; * 3. Julijul. / 15. Juli 1806greg. ; † 24. Apriljul. / 6. Mai 1880greg. in München) vom 13. Februar 1854 bis 1. April 1863 Gesandter in Lissabon. | Alexander II.  | Maximilian II. Joseph | 6. Mai 1880             |
| 20. Mai 1880           | Nikolai von der Osten-Sacken              | | Alexander II.  | Ludwig II.            | 11. Dez. 1882           |
| 22. März 1883          | Georg Friedrich von Staal                 | | Alexander III. | Ludwig II.            | 27. März 1884           |
| 2. Apr. 1884           | Nikolai von der Osten-Sacken              | | Alexander III. | Ludwig II.            | 10. März 1894           |
| 13. Apr. 1895          | Michail Apollinar Chreptowicz-Butenev     | (russisch Михаил Апполинариевич Хрептович-Бутенев; * 1844 ; † 7. Augustjul. / 20. August 1907greg. in München) zugleich beim Haus Sachsen-Coburg und Gotha | Nikolaus II.   | Luitpold              | 20. Aug. 1897           |
| 11. Nov. 1897          | Alexander Petrowitsch Iswolski            | | Nikolaus II.   | Luitpold              | 18. Nov. 1899           |
| 18. Nov. 1899          | Roman Rosen                               | | Nikolaus II.   | Luitpold              | 1. Juni 1901            |
| 12. Juni 1901          | Michail Nikolajewitsch de Giers           | | Nikolaus II.   | Luitpold              | 1902                    |
| 1902                   | Aleksandr Wladimirowitsch Westman         | Aleksander Vladimir Westmann (russisch Александр Владимирович Вестман; * 1848; † 17. April 1923) Sohn von Wladimir Iljich Westmann von 1866 bis zu seinem Tod 1875 Stellvertretender russischer Außenminister. A von Westman war russischer Hofmeister von 1891 bis 1900, russischer Ministerresident in Hamburg von 1900 bis 1902, Gesandter in Bern und wurde 1912 in den Ruhestand versetzt. | Nikolaus II.   | Luitpold              | 1912                    |
| 1912                   | Nikolai Iljitsch Bulazel                  | (russisch Николай Ильич Булацель; * 1851; † nach 1917) wirklicher Staatsrat, 1896 zum Kammerherren befördert, bis 1912 an der russischen Botschaft in Berlin, AARI-PH 464, Akte 4921 | Nikolaus II.   | Luitpold              | 19. Juli 1914           |